# BYD Seal U
El BYD Seal U (en Europa) o BYD Song Plus (en chino: 比亚迪宋PLUS) es un SUV crossover compacto fabricado por BYD Auto desde 2020. Forma parte de la serie BYD Song de SUV que lleva el nombre de la dinastía Song. Inicialmente disponible únicamente como vehículo con motor de combustión interna (ICE) con un motor de gasolina turboalimentado de 1,5 litros, en 2021 BYD introdujo el híbrido enchufable Song Plus DM-i y el eléctrico de batería Song Plus EV. El modelo de gasolina se retiró en 2022 después de que BYD pusiera fin a la producción de vehículos ICE.
Originalmente parte de la gama de la serie Dynasty, el Song Plus se ha vendido en China a través de la cadena de concesionarios Ocean Network desde 2022 para diversificar la oferta de la recién creada serie Ocean El homólogo de la serie Dynasty del Song Plus, el Song L DM-i, se introdujo en 2024.
A partir de 2023, el Song Plus es el SUV de BYD más vendido en China. La producción mundial acumulada del modelo (excluida la variante con motor de combustión interna) superó el millón de unidades en julio de 2024[7] . El híbrido enchufable Seal U DM-i se introdujo más tarde, en 2024. A mediados de 2024, el modelo híbrido enchufable se introdujo en Australia, Nueva Zelanda, Filipinas y Tailandia como BYD Sealion 6 DM-i.